# Pré-Alpes de Garda
Os Pré-Alpes de Garda  (em italiano:  Prealpi Gardesane) são um maciço montanhoso junto ao Lago de Garda na origem do seu nome, e estende-se na região de Lombardia na província de Bréscia, na região de Trentino-Alto Ádige de província de Trento, e na região de Véneto da província de Verona na  Itália. O ponto mais alto é o Monte Cadria com 2.254 m.

## Localização
Os Pré-Alpes de Garda está delimitado a Oeste pelo vale de Giudicarie, a Sul pelas colinas de Bréscia e de Verona.

## SOIUSA
A Subdivisão Orográfica Internacional Unificada do Sistema Alpino (SOIUSA) dividiu os Alpes em duas grandes Partes: Alpes Ocidentais e Alpes Orientais, separados pela linha formada pelo  Rio Reno - Passo de Spluga - Lago de Como - Lago de Lecco.
A secção dos Pré-Alpes de Bréscia e de Garda é formada pelos Pré-Alpes de Bréscia e pelos Pré-Alpes de Garda.

### Classificação  SOIUSA
Segundo a SOIUSA este acidente geográfico é uma Sub-secção alpina com as seguintes características:
- Parte = Alpes Orientais
- Grande sector alpino = Alpes Orientais-Sul
- Secção alpina = Pré-Alpes de Bréscia e de Garda
- Sub-secção alpina =  Pré-Alpes de Garda
- Código = II/C-30.II

## Imagens

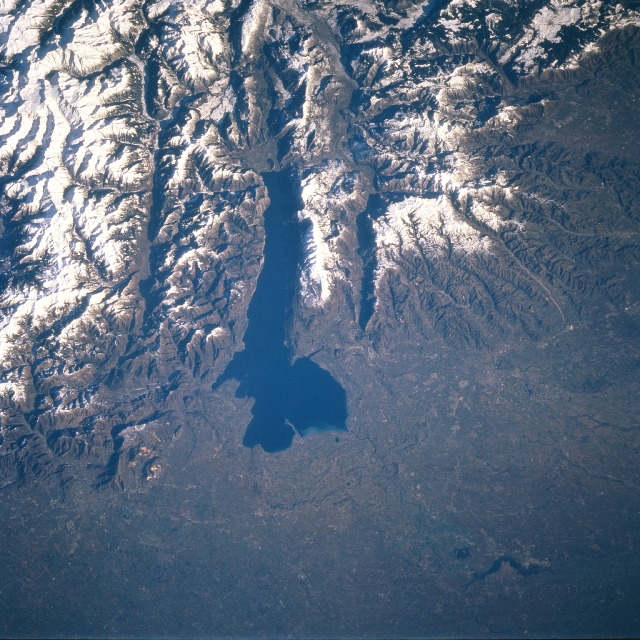
Imagem de satélite  do Lago a Alpes de Garda